# Sota Fukushi
Sota Fukushi (em japonês:  福士蒼汰, nascido em 30 de maio de 1993) é um ator japonês. Fukushi ganhou destaque ao interpretar Gentaro Kisaragi na franquia Kamen Rider. Estrelou posteriormente as séries de televisão Koinaka (2016) e My Lover's Secret (2017), assim como os filmes Strobe Edge (2015), My Tomorrow, Your Yesterday (2016) e Bleach (2018).

## Carreira

### 2011–2017
Sua estreia como ator ocorreu em janeiro de 2011 na série da NTV Misaki Number One!!. De abril a junho de 2011 atuou em Shima Shima, como Shuji Makomo, e em Umareru interpretando Yuya Yamanaka. Em agosto do mesmo ano, fez uma aparição no filme The Shogun and the 21 Core Medals como Gentaro Kisaragi, após ser selecionados entre cerca de 3 mil candidatos para o papel. Protagonizou a série Kamen Rider Fourze, transmitida de 4 de setembro de 2011 a 26 de agosto de 2012 pela EX. Reprisou seu papel de Gentaro no filme Movie War Mega Max, lançado no japão em dezembro de 2011. Estrelou o filme Super Hero Taisen, lançado em abril de 2012. Em sua primeira semana nos cinemas, Super Hero Taisen abriu em primeiro lugar nas bilheterias japonesas, superando Detective Conan: The Eleventh Striker. Já em agosto, protagonizou o filme Kamen Rider Fourze the Movie: Space, Here We Come!. Fukushi estrelou o filme Toei Hero Next 2: The Future I'm Executing, lançado em novembro de 2012. A segunda parte do Toei Hero Next faz parte da série criada pela Toei Company para usar jovens atores que apareceram em filmes especiais. Atou em Movie War Ultimatum, lançado em dezembro de 2012. O filme arrecadou US$ 11,7 milhões somente no Japão.
Em abril de 2013, dublou o personagem Gentaro no filme Super Hero Taisen Z. Ainda em abril apareceu no filme Library Wars, interpretando Hikaru Tezuka. No mês seguinte apareceu na série Amachan como Koichi Taneichi. De 9 de julho a 10 de setembro de 2013 protagonizou a série Starman・Love in Earth. Durante a série Fukushi fez uma aparição no drama esécial de televisão About First Marriage Proposal, e lançou o filme Enoshima Prism, em 10 de agosto, dirigido por Yasuhiro Yoshida. Interpretou Noboru Misaki na série The Clinic on the Sea, exibida de 14 de outubro a 23 de dezembro de 2013. No mês seguinte interpretou Akira Mizukami em Trick New Special 3. De abril a junho de 2014, apareceu Baseball Braniacs interpretando Kimiyasu Akaiwa. Fukishi estrelou o filme Say "I love you"., juntamente com Haruna Kawaguchi, lançado em 12 de julho do mesmo ano. O filme dirigido e escrito por Asako Hyuga, arrecadou US$10 milhões de dólares nas bilheterias japonesas. No filme In the hero, lançado em 6 de setembro de 2014, interpretou Ryo Ichinose. Interpretou Yuto Tanokura na série I'm Taking the Day Off, transmitida de 15 de outubro a 17 de dezembro de 2014. Sua participação no drama conquistou os corações de muitas espectadoras, fazendo a popularidade de Fukushi crescer. Interpretou Shun Takahata no filme As the Gods Will, lançado em 18 de outubro de 2014 no Festival de Cinema de Roma.
Em março de 2015, estrelou o filme Strobe Edge como Ren Ichinose, juntamente com Kasumi Arimura. O filme que é uma adaptação cinematográfica em live-action do manga de mesmo nome, foi dirigido por Ryūichi Hiroki e teve seu lançamento teatral no dia 14 de março de 2015. O filme arrecadou 2,74 milhões de dólares em sua semana de abertura na bilheteria japonesa. Fukushi protagonizou a série Koinaka, exibida de 20 de julho a 14 de setembro de 2015. Interpretou Hikaru Tezuka no filme Library Wars: The Last Mission, lançado em 10 de outubro de 2015. O filme ocupou o número um em seu fim de semana de estreia nas bilheterias japonesas, com 2,75 milhões de dólares, e também ocupou a primeira posição no segundo final de semana, com 1,45 milhão de dólares. Em 2016, estrelou a adaptação televisiva em live-action do mangá Omukae desu, que estreou na Nippon TV em abril de 2016 e terminou em junho do mesmo ano com um total de 9 episódios. A adaptação expande consideravelmente o universo original e também remove ou altera pontos da trama (por exemplo, Aguma é um estudante universitário, em vez de estudante do ensino médio). Nos dias 25 e 26 de junho de 2016, foi ao ar Montage, com Fukushi dando vida a Yamato Narumi. Em dezembro de 2016, estrelou o filme My Tomorrow, Your Yesterday. No Japão o filme estreou em #4, com 150 mil entradas em 306 telas, totalizando US$ 1,7 milhão.
Em abril de 2017, é lançado o filme de samurai Blade of the Immortal, onde Fukushi viveu Kagehisa Anotsu. O filme baseado na série de mangá de sucesso de Hiroaki Samura, se concentra no samurai imortal Manji, que se torna o guarda-costas de um adolescente órfão chamado Rin Asano em uma jornada de vingança contra os membros dos samurais Ittō-ryū que mataram os pais da criança. Com faturamento de US$ 8,40 milhões, o filme não alcançou o sucesso esperado. No entanto, o filme obteve uma resposta geralmente positiva da crítica pelo manejo das cenas de luta e pela relação entre os dois protagonistas. Também obteve boas vendas no Japão envolvendo seus produtos de mídia doméstica. No mês seguinte, apareceu no filme To Each His Own como Yamamoto. De julho a setembro de 2017, viveu Rei Okumori na série My Lover's Secret. A história começa quando Rei estava no ensino fundamental, e acaba matando seu pai Kosuke (Horibe Keisuke) para proteger sua mãe Akiko (Suzuki Honami) que vinha sofrendo violência doméstica. Em dezembro de 2017, voltou a interpretar Gentaro Kisaragi em Kamen Rider Heisei Generations Final: Build & Ex-Aid with Legend Rider.

### 2018–presente
Em março de 2018, estrelou o filme Laughing Under the Clouds como Tenka Kumō, o mais velho dos três irmãos Kumō, bem como a 14ª cabeça do santuário. Ele é ocupa a figura de pai e mãe para seus irmãos mais novos após a morte de seus pais. Logo depois, em maio do mesmo ano, viveu Kento Amakasu no filme Laplace's Witch. Ainda em 2018, deu vida a Ichigo Kurosaki no filme Bleach. O filme produzido pela Warner Bros., baseado no mangá de mesmo nome por Tite Kubo, e dirigida por Shinsuke Sato, estreou no Japão em julho de 2018. O filme recebeu críticas positivas dos críticos especializados. Justine Smith para SciFiNow deu uma crítica positiva com um consenso de que "Embora claramente feito para uma base de fãs dedicada, ao contrário de algumas adaptações de anime live-action mais recentes, um dos maiores trunfos de Bleach é o quão coeso ele descreve sua mitologia os não iniciados." Além disso, Mark Schilling em sua resenha do filme para o The Japan Timese, concluiu que o filme segue fielmente a mitologia do material de origem para os fãs dedicados, mas também o simplifica para que os espectadores casuais entendam. O desempenho de Fukushi também foi bastante elogiado, principalmente entres os fãs da obra original que alegaram que o ator foi a escolha perfeita para interpretar o protagonista devido ao seu talento e carisma.
Estrelou o filme The Travelling Cat Chronicles, lançado em outubro de 2018. No filme Satoru (Fukushi) é forçado a encontrar um novo lar para sua gata Nana. Satoru, um menino gentil com um segredo, embarca em uma caminhonete prateada com sua companheira felina e eles embarcam em uma "jornada final" para encontrar um novo dono para Nana. Em junho de 2019, apareceu em The Fable como Hood.
No início de janeiro de 2020, foi lançado nos cinemas do Japão o filme Kaiji: Final Game, onde Fukushi deu vida a Kōsuke Takakura. O filme em live action foi baseado no mangá Kaiji. Durante o fim de semana de estreia, Kaiji: Final Game ficou em segundo lugar nas bilheterias japonesas, ganhando ¥362 milhões (US$ 3,29 milhões). Em setembro de 2020, tornou-se o rosto da marca de roupas GU. De setembro à outubro de 2020, deu vida a Kurosawa Hyougo na série Diver - Sotaisen Nyuuhan. Diver é um drama de suspense, baseado no mangá de mesmo nome, que fala sobre o "mais forte e o pior policial disfarçado", que para prender criminosos é implacável, mas usa sua justiça para expulsar o mal. Ainda em 2020, protagonizou a série Meiji Kaika: Shinjuro Tanteicho como Shinjuro Yuki. O drama situado durante o início da era Meiji, foi ao ar de dezembro de 2020 a fevereiro de 2021, contando com oito episódios. De fevereiro a março de 2021, protagonizou a minissérie In His Chart como Ichito Kurihara, um médico dde um pequeno hospital na província de Nagano.

## Filmografia

### Filmes
| Título                                                                 | Ano  | Papel                               | Notas |
| ---------------------------------------------------------------------- | ---- | ----------------------------------- | ----- |
| Kamen Rider OOO Wonderful: The Shogun and the 21 Core Medals           | 2011 | Gentaro Kisaragi/Kamen Rider Fourze | Cameo |
| Kamen Rider × Kamen Rider Fourze & OOO: Movie War Mega Max             | 2011 | Gentaro Kisaragi/Kamen Rider Fourze |       |
| Kamen Rider × Super Sentai: Super Hero Taisen                          | 2012 | Gentaro Kisaragi/Kamen Rider Fourze |       |
| Kamen Rider Fourze the Movie: Space, Here We Come!                     | 2012 | Gentaro Kisaragi/Kamen Rider Fourze |       |
| Toei Hero Next 2: The Future I'm Executing                             | 2012 | Yukio Asao                          |       |
| Kamen Rider × Kamen Rider Wizard & Fourze: Movie War Ultimatum         | 2012 | Gentaro Kisaragi/Kamen Rider Fourze |       |
| Kamen Rider × Super Sentai × Space Sheriff: Super Hero Taisen Z        | 2013 | Gentaro Kisaragi/Kamen Rider Fourze | Voz   |
| Library Wars                                                           | 2013 | Hikaru Tezuka                       |       |
| Enoshima Prism                                                         | 2013 | Shūta Jōgasaki                      |       |
| Say "I love you".                                                      | 2014 | Yamato Kurosawa                     |       |
| In the hero                                                            | 2014 | Ryo Ichinose                        |       |
| As the Gods Will                                                       | 2014 | Shun Takahata                       |       |
| Strobe Edge                                                            | 2015 | Ren Ichinose                        |       |
| Library Wars: The Last Mission                                         | 2015 | Hikaru Tezuka                       |       |
| My Tomorrow, Your Yesterday                                            | 2016 | Takatoshi Minamiyama                |       |
| Blade of the Immortal                                                  | 2017 | Kagehisa Anotsu                     |       |
| To Each His Own                                                        | 2017 | Yamamoto                            |       |
| Kamen Rider Heisei Generations Final: Build & Ex-Aid with Legend Rider | 2017 | Gentaro Kisaragi/Kamen Rider Fourze |       |
| Laughing Under the Clouds                                              | 2018 | Tenka Kumō                          |       |
| Laplace's Witch                                                        | 2018 | Kento Amakasu                       |       |
| Bleach                                                                 | 2018 | Ichigo Kurosaki                     |       |
| The Travelling Cat Chronicles                                          | 2018 | Satoru Miyawaki                     |       |
| The Fable                                                              | 2019 | Hood                                |       |
| Kaiji: Final Game                                                      | 2020 | Kōsuke Takakura                     |       |

### Televisão
| Título                          | Ano        | Papel                               | Notas                |
| ------------------------------- | ---------- | ----------------------------------- | -------------------- |
| Misaki Number One!!             | 2011       | Sōta Murano                         |                      |
| Shima Shima                     | 2011       | Shuji Makomo                        |                      |
| Umareru                         | 2011       | Yuya Yamanaka                       |                      |
| Kamen Rider Fourze              | 2011       | Gentaro Kisaragi/Kamen Rider Fourze |                      |
| Amachan                         | 2013       | Kōichi Taneichi                     |                      |
| Starman・Love in Earth          | 2013       | Hoshio (Tatsuya)                    |                      |
| About First Marriage Proposal   | 2013       | Motoboy do correio                  | Drama Especial de TV |
| The Clinic on the Sea           | 2013       | Noboru Misaki                       |                      |
| Trick New Special 3             | 2014       | Akira Mizukami                      |                      |
| Baseball Braniacs               | 2014       | Kimiyasu Akaiwa                     |                      |
| I'm Taking the Day Off          | 2014       | Yūto Tanokura                       |                      |
| Koinaka                         | 2015       | Aoi Miura                           |                      |
| Omukae Death                    | 2016       | Madoka Tsutsumi                     |                      |
| Montage                         | 2016       | Yamato Narumi                       | Drama Especial de TV |
| My Lover's Secret               | 2017       | Rei Okumori                         |                      |
| Heaven? Gokuraku Restaurant     | 2019       | Kan Iga                             |                      |
| Marigold in 4 Minutes           | 2019       | Mikoto Hanamaki                     |                      |
| Diver - Sotaisen Nyuuhan        | 2020       | Kurosawa Hyougo                     |                      |
| Meiji Kaika: Shinjuro Tanteicho | 2020– 2021 | Shinjuro Yuki                       |                      |
| In His Chart                    | 2021       | Ichito Kurihara                     |                      |

## Prêmios e indicações
| Ano  | Prêmio                   | Categoria            | Resultado |
| ---- | ------------------------ | -------------------- | --------- |
| 2014 | Elan d'or Awards         | Newcomer of the Year | Venceu    |
| 2015 | 38th Japan Academy Prize | Newcomer of the Year | Venceu    |